# Idaea obliquilinea
Idaea obliquilinea är en fjärilsart som beskrevs av W. Warren 1896. Idaea obliquilinea ingår i släktet Idaea och familjen mätare. Inga underarter finns listade i Catalogue of Life.